# مقلاة التحميص

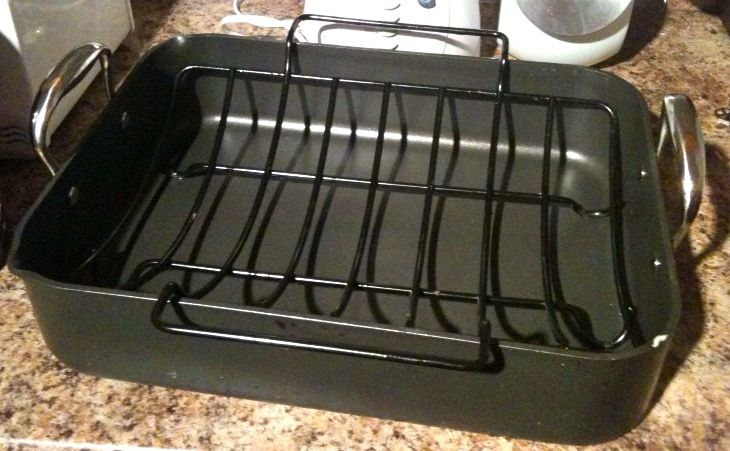

وعاء /مقلاة الشواء (بالإنجليزية: Roasting pan) هو قطعة من أدوات الطهي تستخدم لشواء اللحوم في الفرن، سواءً كانت مع أوبدون الخضار أو المكونات الأخرى، ويمكن استخدام وعاء الشواء مع حامل يوضع داخل المقلاة ويسمح للحوم بالاستقرار فوق الدهنيات وعصارة المرق.
تستخدم عادة أوعية الشواء المسطحة لشواء قطع صغيرة من اللحم، ولكن تستخدم أيضًا مقالي شواء كبيرة الحجم لطهي الدواجن الكبيرة مثل لحم الديك الرومي أو الإوز أو لقطع أكبر من اللحوم. يمكن أن يحتوى وعاء الشواء العميق على الخضار والمكونات الأخرى التي يمكن أن يستقر عليها اللحم بدلاً من الحامل مما يسمح للخضراوات بامتصاص الدهون والمرق من اللحم أثناء الطهي ويمكن أيضًا استخدام وعاء الشواء العميق كطبق للخَبز أو كحوض توضع به أطباق خبز أصغر ويتم إحاطتها بالماء المغلي.

## المواد/ الخامات
تُصنع مقالي الشواء من العديد من المواد التي يُقدم كل منها فوائد فريدة خاصة بها:
- رقائق الألومنيوم: معقولة الثمن ويمكن التخلص منها بعد استخدام واحد.

- الفولاذ المقاوم للصدأ: قد يحتوي على طبقة خارجية مضادة للالتصاق.

- البورسلين المطليّ :لديه سطح غير لاصق.

- الحديد المسبوك/المصبوب: معدات المطبخ المصنوعة من الحديد المسبوك تنقل الحرارة جيداً ويمكن استخدامها لكرملة اللحوم على الموقد قبل وضعها في الفرن لشواءها.

- إناء الفخار: وعاء طيني مغطى يمكن له شواء الطعام إذا كانت درجة حرارة الفرن مرفوعة في نهاية الطهي.[1]

## أوعية الشواء المغطاة أو غير المغطاة
إن تغطية أو كشف مقلاة الشواء يعتمد على نوع اللحم الذي يتم طهيه أو الوصفة المتبعة؛ وبشكل عام فإن اللحوم التي تحتوي على نسبة عالية من الدهون مثل البط لا تحتاج للتغطية أثناء الشواء أما قطع اللحم الرقيقة فققد تستفيد من تغطيتها أثناء الشواء الطويل وذلك  للحفاظ على  المرق وتليين اللحم (على سبيل المثال في استخدام طاجين لشواء اللحوم).

## رفوف الشواء
يعتبر رف الشواء جزءًا ملحقًا من مقلاة الشواء؛ وقد يكون الحامل/ الرف أفقيًا ويوضع مسطحًا في وعاء الشواء أو قد يكون رفًا ثابتًا يجلس عموديًا في المقلاة؛ ويستخدم الرف القائم بشكل شائع لشواء الدواجن والتنوع بين رفوف الشواء القائمة يعتمد على وصفة الدجاج المحمرعلى العلب الصفيح.